# Mont à Cavouère
Le mont à Cavouère est un sommet culminant à 2 611 mètres d'altitude dans les Alpes bernoises.